# Trichosetodes atisudhara
Trichosetodes atisudhara är en nattsländeart som beskrevs av Schmid 1987. Trichosetodes atisudhara ingår i släktet Trichosetodes och familjen långhornssländor. Inga underarter finns listade i Catalogue of Life.